# Adam Kirsch
Adam Kirsch (geboren 7. Februar 1976 in Los Angeles) ist ein US-amerikanischer Literaturkritiker und Schriftsteller.

## Leben
Adam Kirsch ist ein Sohn des Juristen und Schriftstellers Jonathan Kirsch und der Psychotherapeutin Ann Benjamin. Er studierte Englisch an der Harvard University (B.A. 1997) und arbeitete danach als Literaturjournalist bei The New Republic.
Kirsch schrieb freiberuflich für Slate, The New Yorker, The Times Literary Supplement, The New York Times Book Review und Poetry. Er gehört zu den Herausgebern des Harvard Magazine und des Tablet Magazine und ist Kolumnist bei Nextbook. Bei The New Republic wurde er mit der Zeit zum Senior Editor.
Kirsch schreibt Gedichte, sie erschienen unter anderem in The Paris Review, Partisan Review, The Formalist, Harvard Review und The New Criterion, daraus entstanden zwei Gedichtbände. Er veröffentlichte Bücher über Benjamin Disraeli und Lionel Trilling.
2024 veröffentlichte er mit On Settler Colonialism: Ideology, Violence, and Justice sein erstes politisches Sachbuch. Es befasst sich mit dem sogenannten Siedlerkolonialismus. Es entstand im Nachklang des Terrorangriffs der Hamas auf Israel 2023 und dessen Folgen auf den politischen Diskurs. In der deutschen Übersetzung erschien es mit dem Titel Siedlerkolonialismus. Ideologie, Gewalt und Gerechtigkeit. Philipp Lenhard rezensierte das Buch in der FAZ. Es sei keine Apologie der israelischen Regierung. Kirsch erkenne das Elend der palästinensischen Situation explizit an. „Doch die Ideologie des Siedlerkolonialismus führe nur dazu, „Hass auf die als Siedler Bezeichneten zu schüren und Hoffnung auf deren Verschwinden zu wecken“. Sie trage somit nicht zur Lösung, sondern zur Verschärfung des Konflikts bei. Die Leidtragenden dieser Ideologie seien letztendlich die Menschen, die zwischen Jordan und Mittelmeer lebten.“

## Schriften (Auswahl)
- The thousand wells : poems. Chicago : I.R. Dee, 2002
- Invasions: New Poems. Ivan R. Dee, 2008
- The modern element : essays on contemporary poetry. New York : W.W. Norton, 2008
- Why Trilling matters. New Haven, Conn. : Yale University Press, 2013
- The wounded surgeon : confession and transformation in six American poets : Robert Lowell, Elizabeth Bishop, John Berryman, Randall Jarrell, Delmore Schwartz, and Sylvia Plath. New York: W. W. Norton, 2005
- Benjamin Disraeli. Schocken, 2008
  - Dandy, Poet, Staatsmann : die vielen Leben des Benjamin Disraeli. Übersetzung Katharina Förs, Bernhard Jendricke. Berlin : Insel, 2011 ISBN 978-3-458-17518-6
- Rocket and Lightship: Essays on Literature and Ideas. W. W. Norton, 2014
- The global novel : writing the world in the 21st century. New York : Columbia Global Reports, 2016
- The People and The Books: 18 Classics of Jewish Literature. W. W. Norton, 2016
- On Settler Colonialism: Ideology, Violence, and Justice, 2024 (W. W. Norton & Company)
  - Siedlerkolonialismus. Ideologie, Gewalt und Gerechtigkeit, übersetzt aus dem Englischen von Christoph Hesse,  mit einem Nachwort von Tim Stosberg, hrst. v. der Gesellschaft für kritische Bildung, Edition Tiamat, Berlin 2025.